# Ben Benson
Ben Benson (* 1915 in Boston, Massachusetts; † 1959 in New York) war ein US-amerikanischer Autor von Kriminalromanen.

## Leben
Benson meldete sich 1938 freiwillig und diente bis Ende 1945 in der US-Armee. In die Vereinigten Staaten zurückgekehrt, ließ er sich bei New York nieder und begann zu schreiben.
Mit 44 Jahren starb Ben Benson in New York an einem Herzinfarkt und fand dort auch seine letzte Ruhestätte.

## Thematik
Benson erfand den Charakter Inspector Wade Paris von der Massachusetts State Police, die eine Hauptfigur in 10 Kriminalromanen ist. In den Goldmann Erstausgaben von 1961 heißt die Figur William Parr. Diesem äußerst ruhigen und überlegt handelnden Polizisten stellte Benson den Polizisten Ralph Lindsay gegenüber, welcher sich permanent durch Hektik, Übereifer und Dienstpflichtverletzungen auszeichnete.

## Werke (Auswahl)
Erzählungen
- Dame mit Vergangenheit. Kriminalerzählungen („The frightened ladies“). 2. Aufl. Goldmann, München 1972, ISBN 3-442-03296-2.

Romane
- Das chinesische Pferd. Kriminalroman („Beware the pale horse“). Goldmann, München 1960.
- Gefühl ist unmodern. Kriminalroman („The silver cobweb“). Goldmann, München 1961.
- Anhalten!. Kriminalroman („The running man“). Goldmann, München 1961.
- Alle haben Angst. Kriminalroman („The gild in the cage“). Goldmann, München 1961.
- zentrale ruft wagen 28.Kriminalroman („broken shield“). Goldmann, München 1961.
- Reiche Leute dürfen alles. Kriminalroman („Alibi in dusk“). Goldmann, München 1961.
- Die Partie steht unentschieden. Kriminalroman („Stamped for Murder“; mit Kommissar Parr). Goldmann, München 1961.
- Der tickende Tod. Kriminalroman („The burning fuse“; mit Kommissar Parr). Goldmann, München 1961.
- Alles in einer Nacht. Kriminalroman („The Huntress is dead“; mit Kommissar Parr). Goldmann, München 1962.
- Vier Stunden fehlen. Kriminalroman („Alibi at dusk“). Goldmann, München 1962 (Beide Romane führen in den Erstausgaben „Alibi at dusk“ als Originaltitel aus.)
- Lockvogel in Seide. Kriminalroman („Target in taffeta“). 3. Aufl. Goldmann, München 1977, ISBN 3-442-04372-7.
- Das Pulverfass. Kriminalroman („The black mirror“). Goldmann, München 1965.
- Revolte im Zuchthaus. Kriminalroman („The nineth now“). 3. Aufl. Goldmann, München 1978, ISBN 3-442-04757-9.
- Sex in Schwarz. Kriminalroman („The blonde in black“). Goldmann, München 1966.
- Sie liebte das Leben. Kriminalroman („Lily in her coffin“). Goldmann, München 1974, ISBN 3-442-04348-4.
- Sieben Schritt nach Osten. Kriminalroman („Seven steps east“). Goldmann, München 1960.
- Der Speck in der Falle. Kriminalroman („The affair of the exotic dancer“). Goldmann, München 1970.